# Annapolis Salute
Annapolis Salute é um filme dos Estados Unidos de 1937, dos gêneros drama e romance, dirigido por Christy Cabanne.

## Elenco
- James Ellison ... Bill Martin
- Marsha Hunt ... Julia Clemens
- Harry Carey ... Xefe Martin
- Van Heflin ... Clay V. Parker
- Ann Hovey ... Bunny Oliver
- Arthur Lake ... Tex Clemens
- Dick Hogan ... Bob Wilson
- Marilyn Vernon ... Mary Lou
- John Griggs ... Dwight Moore
- Robert Kellard ... Cadet (como Robert Stevens)